# Гојко Качар
Гојко Качар (Нови Сад, 26. јануар 1987) је српски фудбалер.

## Клупска каријера
Качар је прошао омладинску школу ФК Војводина. За први тим Војводине је дебитовао у сезони 2003/04. Најбоље партије је пружао током јесењег дела сезоне 2007/08. када је у Суперлиги Србије на 17 утакмица постигао 11 голова, од чега је три гола дао 4. новембра 2007. на гостовању Партизану (3:3).
У јануару 2008. је потписао уговор са немачким бундеслигашем Хертом до лета 2012. године. Био је стандардан у екипи Херте и за две и по сезоне је одиграо 64 бундеслигашке утакмице на којима је постигао 10 голова. Након што је Херта у сезони 2009/10. испала из Бундеслиге, Качар је у јулу 2010. прешао у Хамбургер, са којим је потписао трогодишњи уговор. Током прве две сезоне у екипи Хамбурга је играо, али је од сезоне 2012/13. изгубио место у тиму. У лето 2013. тадашњи тренер Хамбурга Торстен Финк му је чак забранио да тренира са првим тимом.
Након што није забележио ниједан наступ за Хамбург у сезони 2013/14, Качар у фебруару 2014. одлази на позајмицу у јапански клуб Серезо Осака, чији тренер је био Ранко Поповић. За овај клуб је одиграо 12 утакмица у Џеј лиги, и постигао је један гол. У лето 2014. се вратио у Хамбург, након што је тадашњи тренер Мирко Сломка одлучио да му пружи нову шансу. Ипак убрзо је доживео повреду због које је морао на паузу. Након опоравка од повреде није успео да се избори за место у тиму код новог тренера Јосефа Цинбауера који је заменио Сломку. У другом делу сезоне 2014/15. је добио већу минутажу, и код новог тренера Бруна Лабадије је био један од кључних играча Хамбурга у борби за опстанак. Након добрих партија, Качар је у јуну 2015. потписао нови једногодишњи уговор са Хамбургом. У сезони 2015/16. одиграо је 19 бундеслигашких утакмица, да би у мају 2016, након што му је истекао уговор, напустио клуб.
У јулу 2016. године је потписао двогодишњи уговор са бундеслигашем Аугзбургом. У екипи Аугзбурга је током сезоне 2016/17. одиграо 22 бундеслигашке утакмице (11 као стартер), док је у наредној 2017/18. сезони изгубио место у тиму, па је наступио на само шест бундеслигашких утакмица.
У августу 2018, је потписао уговор са Анортозисом из Фамагусте. Ипак ни у кипарском клубу није успео да се избори за место у тиму. Наступио је на само шест сусрета, и одиграо укупно 275 минута пре него што је у јануару 2019. споразумно раскинуо уговор са клубом.

## Репрезентација

### Млада селекција
Крајем маја 2007. године, селектор репрезентације Србије до 21. године Мирослав Ђукић је уврстио Качара на коначни списак играча за Европско првенство 2007. године у Холандији. Србија је на овом првенству стигла до финала где је поражена од домаћина Холандије. Качар је на овом првенству наступио само на утакмици групне фазе против Енглеске, а на остале четири утакмице које је Србија играла је био на клупи.
Ђукић је у августу 2008. уврстио Качара на коначан списак играча за Олимпијске игре 2008. у Пекингу. Србија је такмичење на олимпијском турниру завршила у групној фази након што је из три меча имала два пораза и један нерешен резултат. Качар је наступио на све три утакмице Србије на турниру.
Качар је код наредног селектора Слободана Крчмаревића био стандардан играч младе репрезентације у квалификацијама за Европско првенство 2009. године у Шведској. У баражу за Европско првенство у Шведској, Качар је на Омладинском стадиону у Београду постигао пет голова на мечу између Србије и Мађарске (8:0). Србија се пласирала на првенство, где је такмичење завршила у групној фази након што је из три меча имала један пораз и два нерешена резултат. Качар је као стартер одиграо на све три утакмице по 90. минута, а на последњој утакмици против Шведске је постигао и гол.

### Сениори
У новембру 2007, селектор сениорске репрезентације Србије Хавијер Клементе је први пут позвао Качара у А тим. Качар је свој деби имао 24. новембра 2007. у Београду, на стадиону Партизана, на утакмици са Казахстаном (1:0) у квалификацијама за Европско првенство 2008.
У мају 2010, селектор Радомир Антић је уврстио Качара на коначни списак играча за Светско првенство 2010. године у Јужној Африци. Србија је такмичење завршила у групној фази након што је из три меча имала једну победу и два пораза. Качар је свој једини наступ на првенству имао у победи против Немачке (1:0) када је ушао у игру у 70. минуту.
Последњи пут дрес Србије је облачио 29. јануара 2012. у пријатељском мечу против Кипра (0:0) у Ларнаки.

## Приватно
У Новом Саду је завршио гимназију, а био је студент Факултета техничких наука.
Пореклом је из Перућице у Републици Српској одакле су његов отац и стричеви, успешни боксери, Слободан и Тадија Качар.

## Статистика

### Клупска
Ажурирано 30. децембра 2018.
| Клуб                     | Сезона          | Лига            | Лига    | Лига   | Национални куп | Национални куп | Европа  | Европа | Укупно  | Укупно |
| Клуб                     | Сезона          | Дивизија        | Наступа | Голова | Наступа        | Голова         | Наступа | Голова | Наступа | Голова |
| ------------------------ | --------------- | --------------- | ------- | ------ | -------------- | -------------- | ------- | ------ | ------- | ------ |
| Војводина                | 2003/04.        | Суперлига       | 1       | 0      | ?              | ?              | 0       | 0      | 1       | 0      |
| Војводина                | 2004/05.        | Суперлига       | 12      | 2      | ?              | ?              | 0       | 0      | 12      | 2      |
| Војводина                | 2005/06.        | Суперлига       | 26      | 2      | ?              | ?              | 0       | 0      | 26      | 2      |
| Војводина                | 2006/07.        | Суперлига       | 22      | 1      | ?              | ?              | 0       | 0      | 22      | 1      |
| Војводина                | 2007/08.        | Суперлига       | 17      | 11     | ?              | ?              | 4       | 1      | 21      | 12     |
| Војводина                | Укупно          | Укупно          | 78      | 16     | ?              | ?              | 4       | 1      | 82      | 17     |
| Херта                    | 2007/08.        | Бундеслига      | 17      | 1      | 0              | 0              | 0       | 0      | 17      | 1      |
| Херта                    | 2008/09.        | Бундеслига      | 25      | 6      | 0              | 0              | 6       | 1      | 31      | 7      |
| Херта                    | 2009/10.        | Бундеслига      | 22      | 3      | 2              | 0              | 6       | 3      | 30      | 6      |
| Херта                    | Укупно          | Укупно          | 64      | 10     | 2              | 0              | 12      | 4      | 78      | 14     |
| Хамбургер                | 2010/11         | Бундеслига      | 23      | 2      | 0              | 0              | 0       | 0      | 23      | 2      |
| Хамбургер                | 2011/12.        | Бундеслига      | 21      | 1      | 2              | 0              | 0       | 0      | 23      | 1      |
| Хамбургер                | 2012/13.        | Бундеслига      | 3       | 0      | 0              | 0              | 0       | 0      | 3       | 0      |
| Хамбургер                | 2013/14.        | Бундеслига      | 0       | 0      | 0              | 0              | 0       | 0      | 0       | 0      |
| Хамбургер                | 2014/15.        | Бундеслига      | 12      | 3      | 1              | 0              | 0       | 0      | 13      | 3      |
| Хамбургер                | 2015/16.        | Бундеслига      | 19      | 1      | 0              | 0              | 0       | 0      | 19      | 1      |
| Хамбургер                | Укупно          | Укупно          | 78      | 7      | 3              | 0              | 0       | 0      | 81      | 7      |
| Серезо Осака (позајмица) | 2014.           | Џеј лига        | 12      | 1      | 0              | 0              | 4       | 0      | 16      | 1      |
| Аугзбург                 | 2016/17.        | Бундеслига      | 22      | 0      | 1              | 0              | 0       | 0      | 23      | 0      |
| Аугзбург                 | 2017/18.        | Бундеслига      | 6       | 1      | 0              | 0              | 0       | 0      | 6       | 1      |
| Аугзбург                 | Укупно          | Укупно          | 28      | 1      | 1              | 0              | 0       | 0      | 29      | 1      |
| Анортозис Фамагуста      | 2018/19.        | Прва лига Кипра | 6       | 0      | 1              | 0              | 0       | 0      | 7       | 0      |
| Каријера укупно          | Каријера укупно | Каријера укупно | 266     | 35     | 7              | 0              | 20      | 4      | 293     | 39     |

### Репрезентативна
| Србија | Србија  | Србија |
| Година | Наступа | Голова |
| ------ | ------- | ------ |
| 2007   | 1       | 0      |
| 2008   | 5       | 0      |
| 2009   | 8       | 0      |
| 2010   | 8       | 0      |
| 2011   | 2       | 0      |
| 2012   | 1       | 0      |
| Укупно | 25      | 0      |